# Loumbila
Pour le département, voir Loumbila (département).
Loumbila est une commune et le chef-lieu du département de Loumbila situé dans la province de l'Oubritenga de la région Plateau-Central au Burkina Faso.

## Géographie
Loumbila se trouve à environ 20 km au nord-est du centre de Ouagadougou et à 7 km au sud-ouest de Ziniaré, le chef-lieu provincial. La commune est traversée par la route nationale 3 reliant Ouagadougou au nord-est du pays.

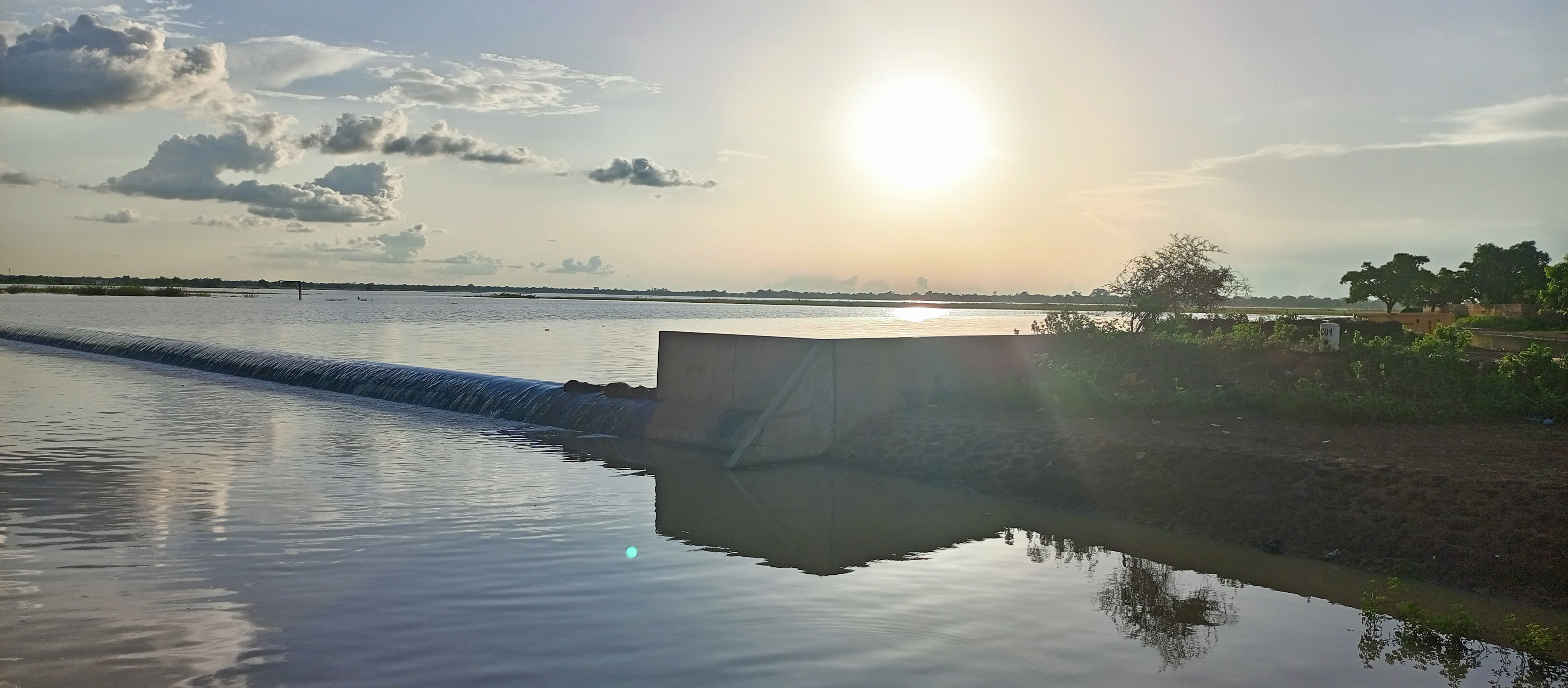
Coucher du soleil sur le barrage de Loumbila.

## Histoire
Avec l'expansion démographique, et en raison de la proximité de Ouagadougou, la ville de Loumbila s'est fortement développée depuis le milieu des années 2000. De nombreux nouveaux quartiers résidentiels ont été créés de part et d'autre de la RN 3 en raison de l’afflux des populations.
En 1947, est mis en service le barrage de Loumbila (ceb).

## Économie
Du fait de sa position sur la RN 3 entre Ouagadougou et Ziniaré, Loumbila est un important centre d'échanges marchands et de commerces. La ville possède plusieurs hôtelleries et activités de restauration et de services.

## Santé et éducation

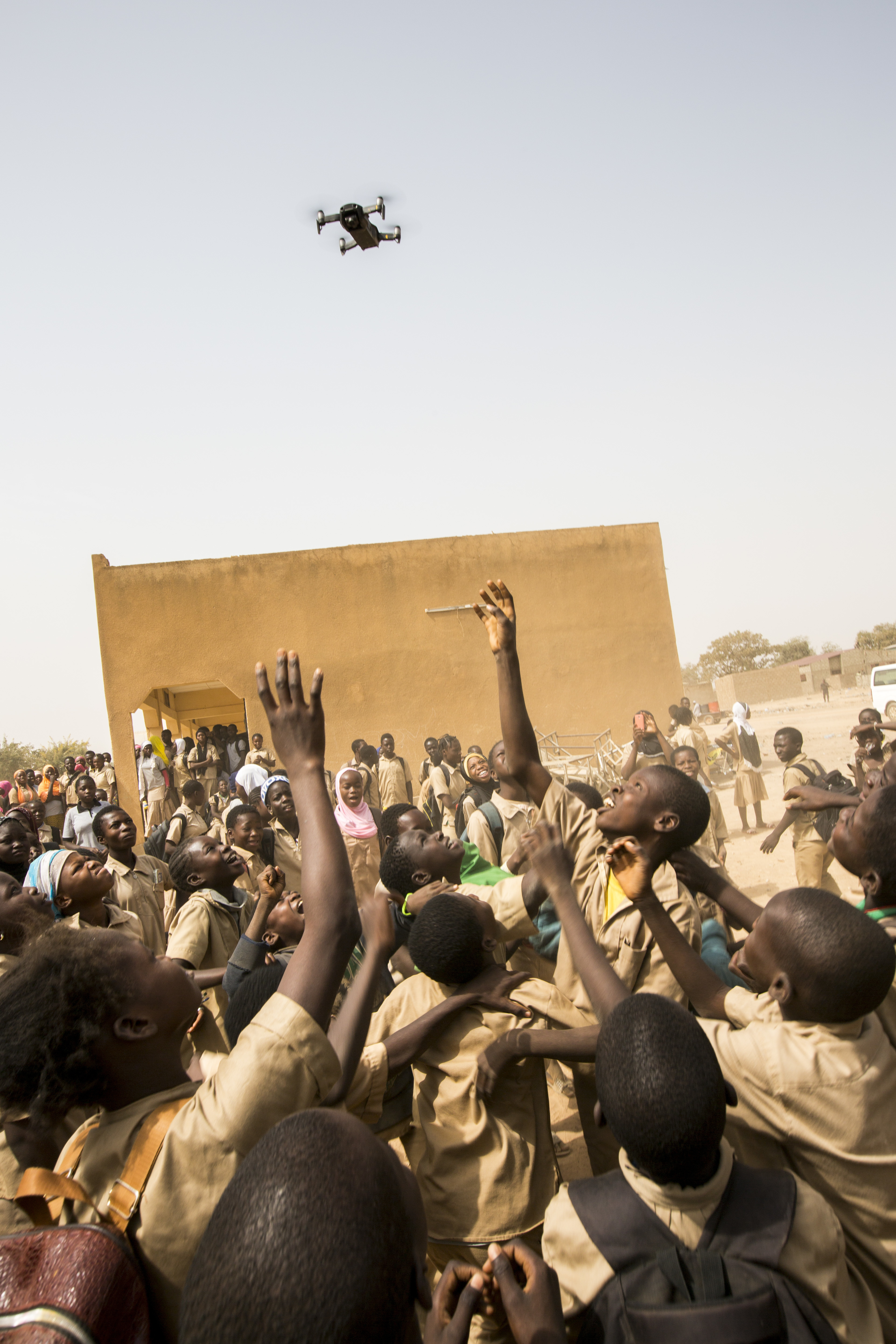
Des enfants de Loumbila jouent avec un drone de l'armée tchèque, en 2019.

Loumbila accueille un centre de santé et de promotion sociale (CSPS) tandis que le centre médical avec antenne chirurgicale (CMA) de la province se trouve à Ziniaré.
La ville possède un collège de Jeunes Filles et accueille l'orphelinat Sainte-Thérèse-de-l'Enfant-Jésus.